# Nørresø (Syddjurs)
Nørresø är en sjö på Jylland i Danmark.   Den ligger i Syddjurs kommun i Region Mittjylland,130 km nordväst om Köpenhamn. Nørresø ligger 3 meter över havet. Arean är 0,35 kvadratkilometer.  